# Fabien Farnolle
Fabien Ceddy Farnolle (ur. 21 września 1984 w Bordeaux) – beniński piłkarz występujący na pozycji bramkarza. Zawodnik klubu Yeni Malatyaspor.

## Kariera klubowa
Farnolle seniorską karierę rozpoczynał w 2003 roku w rezerwach Girondins Bordeaux, grających w CFA. Następnie występował w trzeciej lidze portugalskiej jako zawodnik rezerw Vitórii Setúbal. W 2006 roku wrócił do Francji, gdzie grał kolejno w US Quevilly (CFA), US Lormont (VI liga), FC Libourne (National) oraz ponownie w rezerwach Girondins Bordeaux.
W 2010 roku został zawodnikiem zespołu Clermont Foot 63 z Ligue 2. W lidze tej zadebiutował 4 marca 2011 w wygranym 2:0 meczu z FC Istres. W ciągu czterech lat w barwach Clermont rozegrał 109 ligowych spotkań. Po sezonie 2013/2014 odszedł z klubu, a następny kontrakt podpisał w lutym 2015 z rumuńskim Dinamem Bukareszt. Jego graczem pozostał do kwietnia 2015, jednak nie wystąpił tam w tym czasie w żadnym meczu.
Kolejnym klubem Farnolle był Le Havre AC (Ligue 2), którego barwy reprezentował w latach 2015–2017. Potem odszedł do tureckiego Yeni Malatyaspor. W Süper Lig zadebiutował 13 sierpnia 2017 w wygranym 3:1 spotkaniu z Ankarasporem. W sezonie 2020/2021 grał w BB Erzurumspor, a następnie w Sidama Coffee SC.

## Kariera reprezentacyjna
W reprezentacji Beninu Farnolle zadebiutował 29 lutego 2012 w zremisowanym 0:0 meczu kw. do Pucharu Narodów Afryki 2013 z Etiopią.